# タデ食う虫もLike it!/46億年LOVE
「タデ食う虫もLike it!/46億年LOVE」（タデくうむしもライク・イット！/よんじゅうろくおくねんラブ）は、2018年10月31日にアップフロントワークス（hachamaレーベル）から発売、および配信されたアンジュルムの8枚目のシングル。

## 概要
- アンジュルムとしては「大器晩成/乙女の逆襲」以来7作ぶりの両A面シングル。
- 初回生産限定盤A・B・スペシャル（以下SP）、通常盤A・Bの5形態での発売。SPを含む初回生産限定盤はCD+DVD、通常盤はCDのみの商品構成。初回生産限定盤SPのみ『イベント抽選シリアルナンバーカード』が封入されている。通常盤の初回仕様のみ、トレカサイズ生写真ソロ10種+集合1種よりランダムにて1枚封入（通常盤Aは「タデ食う虫もLike it!」Ver.、通常盤Bは「46億年LOVE」Ver.）。
- リリースに先駆けて、リード曲「タデ食う虫もLike it!」が同年10月6日より各音楽配信サイトにて先行配信された[5]。

## 収録曲
1. タデ食う虫もLike it!
作詞・作曲：前山田健一、編曲：鈴木俊介
テレビ東京ドラマ『このマンガがすごい!』オープニングテーマ[6]。
2. 46億年LOVE
作詞：児玉雨子、作曲：林田健司、編曲：鈴木俊介
3. タデ食う虫もLike it!（Instrumental）
4. 46億年LOVE（Instrumental）

### 初回限定盤DVD
- A
  - タデ食う虫もLike it!（Music Video）

- B
  - 46億年LOVE（Music Video）

- SP
  - タデ食う虫もLike it!（Dance Shot Ver.）
  - 46億年LOVE（Dance Shot Ver.）

## リリース日一覧
| 地域 | リリース日     | レーベル               | 規格                 | カタログ番号                       |
| ---- | -------------- | ---------------------- | -------------------- | ---------------------------------- |
| 日本 | 2018年10月6日  | hachama/UP-FRONT WORKS | ダウンロードシングル | HKCN-50577（LC-AAC）               |
| 日本 | 2018年10月31日 | hachama/UP-FRONT WORKS | CDマキシシングル+DVD | HKCN-50569～70（初回生産限定盤A）  |
| 日本 | 2018年10月31日 | hachama/UP-FRONT WORKS | CDマキシシングル+DVD | HKCN-50571～2（初回生産限定盤B）   |
| 日本 | 2018年10月31日 | hachama/UP-FRONT WORKS | CDマキシシングル+DVD | HKCN-50575～6（初回生産限定盤SP）  |
| 日本 | 2018年10月31日 | hachama/UP-FRONT WORKS | CDマキシシングル     | HKCN-50577（通常盤A）              |
| 日本 | 2018年10月31日 | hachama/UP-FRONT WORKS | CDマキシシングル     | HKCN-50578（通常盤B）              |
| 日本 | 2018年10月31日 | hachama/UP-FRONT WORKS | ダウンロードシングル | HKCN-50577（LC-AAC）               |
| 日本 | 2018年10月31日 | hachama/UP-FRONT WORKS | ダウンロードシングル | HKCN-50577-HR（FLAC・96kHz/24bit） |

## 参加メンバー
- 1期：和田彩花
- 2期：中西香菜、竹内朱莉、勝田里奈
- 3期：室田瑞希、佐々木莉佳子
- 4期：上國料萌衣
- 5期：笠原桃奈
- 6期：船木結、川村文乃

## クレジット
タデ食う虫もLike it!
- Guitar & Programming：鈴木俊介
- Chorus：塩原奈美子、たいせい

46億年LOVE
- Guitar & Programming：鈴木俊介
- Bass：笹本安嗣
- Tp：小澤篤士
- Asax & Tsax：竹上良成
- Tb：高井天音
- Chorus：塩原奈美子、たいせい